# Morruda
La morruda, auradeta o oradeta ( Diplodus puntazzo) és un peix teleosti de la família dels espàrids i de l'ordre dels perciformes freqüent a la Mediterrània.

## Morfologia
- Pot arribar als 60 cm de llargària total.
- Aspecte molt semblant al sard però té la boca més aguda i protràctil (a més de ser petita i obliqua), i 10-12 bandes transversals negres, molt marcades.
- El cos és oval, alt i bastant comprimit lateralment.
- El cap és còncau i el tret més característic n'és el morro punxegut.
- Les aletes dorsal, anal i caudal tenen vores de color negre.
- Els incisius es troben orientats cap endavant.
- La dorsal és única. Les pectorals són llargues i punxegudes. Les pèlviques i l'anal són curtes. La caudal és escotada.
- És de color gris platejat amb una taca negra en el peduncle caudal.
- La caudal és de color negre.[4][5]

## Reproducció
És hermafrodita proteràndric. Es reprodueix durant la tardor. Els ous (que fan 85 mm) i les larves (1,7 mm quan es desclouen) són planctònics. Els alevins formen bancs i, a mesura que creixen, es tornen solitaris.

## Alimentació
Menja petits organismes bentònics animals (esponges, cnidaris, mol·luscs i gambes) i vegetals.

## Hàbitat
Viu a les costes rocalloses, sobre fons sorrencs i esculls, a poca profunditat (fins als 60 m de fondària). És fàcil observar-lo quan neda a mitjan aigua pels penya-segats.

## Distribució geogràfica
Es troba a les costes de l'Atlàntic oriental (des de la Mar Cantàbrica fins a Sierra Leone, Cap Verd i les Illes Canàries), de la mar Mediterrània i de la mar Negra. També a Sud-àfrica.

## Costums
És solitari amb els individus de la seua espècie, però és freqüent que acompanyi altres espàrids. Els joves són més costaners i gregaris que els adults.

## Interès pesquer
Es pesca amb tremalls, palangre, canya i amb fusell.

## Observacions
S'ha introduït a piscifactories, ja que és el sard que creix més ràpid després de l'etapa juvenil.